# Périgné
Périgné és un municipi francès situat al departament de Deux-Sèvres i a la regió de la Nova Aquitània. L'any 2007 tenia 1.007 habitants.

## Demografia

### Població
El 2007 la població de fet de Périgné era de 1.007 persones. Hi havia 408 famílies de les quals 96 eren unipersonals (36 homes vivint sols i 60 dones vivint soles), 156 parelles sense fills, 136 parelles amb fills i 20 famílies monoparentals amb fills.
La població ha evolucionat segons el següent gràfic:
Habitants censats

### Habitatges
El 2007 hi havia 472 habitatges, 409 eren l'habitatge principal de la família, 30 eren segones residències i 33 estaven desocupats. 441 eren cases i 26 eren apartaments. Dels 409 habitatges principals, 308 estaven ocupats pels seus propietaris, 94 estaven llogats i ocupats pels llogaters i 7 estaven cedits a títol gratuït; 14 tenien una cambra, 15 en tenien dues, 43 en tenien tres, 89 en tenien quatre i 248 en tenien cinc o més. 331 habitatges disposaven pel capbaix d'una plaça de pàrquing. A 146 habitatges hi havia un automòbil i a 215 n'hi havia dos o més.

### Piràmide de població
La piràmide de població per edats i sexe el 2009 era:
| Homes | Edats   | Dones |
| ----- | ------- | ----- |
| 0     | 95 o +  | 4     |
| 4     | 90 a 94 | 4     |
| 16    | 85 a 89 | 20    |
| 8     | 80 a 84 | 8     |
| 24    | 75 a 79 | 16    |
| 28    | 70 a 74 | 32    |
| 20    | 65 a 69 | 20    |
| 24    | 60 a 64 | 16    |
| 12    | 55 a 59 | 24    |
| 40    | 50 a 54 | 36    |
| 32    | 45 a 49 | 28    |
| 36    | 40 a 44 | 24    |
| 40    | 35 a 39 | 48    |
| 16    | 30 a 34 | 20    |
| 28    | 25 a 29 | 28    |
| 28    | 20 a 24 | 16    |
| 64    | 15 a 19 | 36    |
| 16    | 10 a 14 | 36    |
| 12    | 5 a 9   | 24    |
| 16    | 0 a 4   | 24    |

## Economia
El 2007 la població en edat de treballar era de 588 persones, 452 eren actives i 136 eren inactives. De les 452 persones actives 422 estaven ocupades (226 homes i 196 dones) i 30 estaven aturades (10 homes i 20 dones). De les 136 persones inactives 51 estaven jubilades, 52 estaven estudiant i 33 estaven classificades com a «altres inactius».

### Ingressos
El 2009 a Périgné hi havia 409 unitats fiscals que integraven 1.025 persones, la mediana anual d'ingressos fiscals per persona era de 16.283 €.

### Activitats econòmiques
Dels 31 establiments que hi havia el 2007, 2 eren d'empreses extractives, 1 d'una empresa alimentària, 1 d'una empresa de fabricació d'altres productes industrials, 10 d'empreses de construcció, 7 d'empreses de comerç i reparació d'automòbils, 2 d'empreses de transport, 1 d'una empresa d'hostatgeria i restauració, 1 d'una empresa immobiliària, 2 d'empreses de serveis, 1 d'una entitat de l'administració pública i 3 d'empreses classificades com a «altres activitats de serveis».
Dels 13 establiments de servei als particulars que hi havia el 2009, 1 era un taller de reparació d'automòbils i de material agrícola, 3 paletes, 1 guixaire pintor, 2 fusteries, 2 lampisteries, 2 perruqueries, 1 restaurant i 1 saló de bellesa.
Dels 4 establiments comercials que hi havia el 2009, 1 era una botiga de menys de 120 m², 1 una fleca, 1 una carnisseria i 1 un drogueria.
L'any 2000 a Périgné hi havia 30 explotacions agrícoles que ocupaven un total de 1.892 hectàrees.

## Equipaments sanitaris i escolars
L'únic equipament sanitari que hi havia el 2009 era una farmàcia.
El 2009 hi havia una escola elemental.

## Poblacions més properes
El següent diagrama mostra les poblacions més properes.